# Seznam sirskih generalov
Seznam sirskih generalov.

## G
- Rustum Gazali

## H
- Ali Habib